# 자동차 산업 합리화 조치
자동차 산업 합리화 조치는 1981년 2월 28일 전두환이 세운 제5공 시절 과정으로 자동차를 차급/제조사대로 생산/단종하는 조치이다. 현대자동차와 한국지엠은 상용차 사업을, 기아자동차는 승용차 사업을 금지당해야만 했다. 87년부터 이 조치는 해제되기 시작해 89년 2월 완전히 해제되었다.

## 이 조치로 인해 단종된 차량
- 현대자동차 - HD 1000, 바이슨, D0710
- 기아자동차 - 브리사, 푸조 604, 피아트 132
- 한국지엠 - 엘프 1세대, BL

## 조치중 출시된 차량
- 현대자동차 - 스텔라, 그랜저, 쏘나타, 프레스토
- 기아자동차 - 콤비, 베스타, 세레스
- 대우자동차 - 맵시, 르망, 프린스

## 조치해제되자 출시된 차량
- 현대자동차 - 포터, 그레이스, 마이티
- 기아자동차 - 콩코드, 프라이드
- 한국지엠 - 바네트, 엘프 2세대